# Championnats d'Océanie de natation
Les championnats d'Océanie de natation sont une compétition de natation où s'affrontent les représentants de pays océaniens, dans le cadre d’un certain nombre d’épreuves. Ils sont organisés par l'Oceania Swimming Association.

## Editions
| N° | Année | Ville        | Pays                      | Dates                                                                   |
| -- | ----- | ------------ | ------------------------- | ----------------------------------------------------------------------- |
| 1  | 1993  | Nouméa       | Nouvelle-Calédonie        | février 1993                                                            |
| 2  | 1997  | Brisbane     | Australie                 |                                                                         |
| 3  | 2000  | Christchurch | Nouvelle-Zélande          | du 21 au 24 juin 2000                                                   |
| 4  | 2002  | Nouméa       | Nouvelle-Calédonie        | du 9 au 16 juin 2002                                                    |
| 5  | 2004  | Suva         | Fidji                     | du 15 au 19 mai 2004                                                    |
| 6  | 2006  | Queensland   | Australie                 | du 7 au 16 juillet 2006                                                 |
| 7  | 2008  | Christchurch | Nouvelle-Zélande          | du 5 au 8 juin 2008                                                     |
| 8  | 2010  | Apia         | Samoa                     | du 21 au 27 juin 2010                                                   |
| 9  | 2012  | Nouméa       | Nouvelle-Calédonie        | du 28 mai au 2 juin 2012                                                |
| 10 | 2014  | Auckland     | Nouvelle-Zélande          | du 20 au 23 mai 2014                                                    |
| 11 | 2016  | Suva         | Fidji                     | du 21 au 26 juin 2016                                                   |
| 12 | 2018  | Port Moresby | Papouasie-Nouvelle-Guinée | du 24 au 29 juin 2018                                                   |
| -  | 2020  | Suva         | Fidji                     | du 15 au 21 juin - Édition annulée en raison de la pandémie de Covid-19 |